# Kleiner Ausflug nach H.
Kleiner Ausflug nach H. ist der Titel einer 1971 entstandenen und 1980 publizierten satirischen Erzählung von Christa Wolf. In seinem Traum von einem Ausflug in die Heldenstadt besucht der Erzähler die ehemaligen Helden sozialistischer Literatur.

## Inhalt

### Reise in einem fremden Land
Der Erzähler wird, kurz bevor er nach mehrwöchigem Aufenthalt das Land wieder verlassen muss, von einem Freund „der Art, wie sie sich auch in der fremdesten Fremde schnell findet“, zu einem kleinen geheimnisvollen Ausflug ohne Zielangabe eingeladen. Sie begleiten einen Fahrer, der „Kommuniqués“ zu überbringen hat, die, wie sich am Ende herausstellt, eine Neuausrichtung der Kulturpolitik und die Ablösung des Ersten Vorsitzenden enthalten. Erst durch seine Fürsprache hat der Erzähler von der ihn betreuenden „Gesellschaft für grenzüberschreitenden Reiseverkehr“ eine Genehmigung für die Fahrt erhalten.

### DieHeldenstadt
Nach einer Bodenwelle fahren sie plötzlich durch eine völlig andere Gegend und erreichen die mitten in einer öden Heidelandschaft liegende, vor 23 Jahren gegründete graue gartenlose „Heldenstadt“, den „irdischen Aufenthalt der Helden“ der Literatur dieses Landes, d. h. hier leben literarische Figuren als „Helden-Schatten“ oder „Schattenhelden“. Umgeben ist ihr Aufenthaltsort von Stadtvierteln, in denen durch M-Plakette gekennzeichnete Menschen wohnen, die für die Versorgung und Bedienung der dafür unfähigen „Helden“ zuständig sind. Die kleine Reisegruppe wird mehrmals, am Stadtrand und im Stadthaus, durch die Vorsitzenden „der Kulturkommission des Rates der Stadt“ und durch den „Ersten Vorsitzenden“ mit der gleichen von einem Blatt abgelesenen Rede begrüßt.

### Helden der ersten Stunde
Sie fahren durch die ältesten Bezirke mit primitiv gebauten Häusern, durch Viertel der 1950er Jahre mit bröckelnden Kachelfassaden und dann durch Wohngebiete mit Fertigteilhäusern zum Trümmer-Dorf der „Helden der ersten Stunde“:
Rudi Siebenzahl, ein ausgemergelter Mann, bewegt in einer „schön komponiert[en]“ Szene aus dem 4. Kapitel des Heinz-Schnabel-Romans „Samen ins Land“, die nicht der „heroischen, auch nicht der komischen Elemente“ entbehrt, seine Dorfgenossen dazu, erschöpfte obdachlose Flüchtlinge aufzunehmen. Sein obszönes Vokabular sei allerdings damals vom Verlag aus dem Roman entfernt worden. Rudi will, wie es 46 möglich war, mit einer Gruppe gegen den schleppenden Straßenbau vor dem Rathaus protestieren und mit der Baubrigade aus dem Film „Wir sind die ersten“ zusammenarbeiten. Heute wäre das, warnt Stadtführer Rüdiger Milbe, „Aufruhr gegen die Staatsgewalt“ und er erklärt, die Helden der ersten Stunde weigerten sich, ihre Ruinen gegen Neubauwohnungen zu tauschen, weil sie nicht ihr Recht zu randalieren aufgeben wollen: „So unterentwickelt wie ihr Sein ist auch ihr Bewusstsein“.

### StadtteilNeuer Mensch
Nächste Station ist der Stadtteil „Neuer Mensch“ mit schnurgeraden, sauberen Straßen. Auf dem „Großer-Mann-Platz“ steht die Steinfigur „Großer Mann“. Ein kleiner Demonstrationszug singt „dünn, überzeugt“ ein Lied. Wie ihnen ein Gast der alkoholfreien Nichtrauchergaststätte erzählt, setzt sich der Heldenstadt-Gruß „Lebensfreude“ (LF), nach einer aus einem Roman stammenden wissenschaftlichen Befragung außerhalb des Viertels nicht durch. Deren Methode werde zur Zeit von einer Kommission auf ihre Fehlerquellen hin untersucht. Offensichtlich ist die Beziehung zwischen den Einwohnern von Heldenstadt und ihren Urbildern „draußen“ nicht sehr eng, wie der einst hoffnungsvolle Nachwuchskader in der Literaturwissenschaft Peter Stumm dem Erzähler erklärt. Es seien zwei getrennte Welten, eine mit, eine ohne Privilegien z. B. bei der Wohnungszuteilung. Er verweist auf seine Eingabe bei der „Kommission zur Verwissenschaftlichung der Umgangssprache in Heldenstadt“, in der er die Abschaffung des Begriffs „draußen“ vorschlägt und für den Namen „Sektor W.“ plädiert. Dies sei vermutlich als „revisionistisch“ beurteilt worden. Der Erzähler beobachtet auch Spannungen innerhalb der Heldenschaft: Beim Zug „historischer Helden […] am Fest der Lebensfreude“ will Müntzer „ums Verrecken nicht“ nicht neben Luther gehen.

### Westler-Bezirk
An das Neue-Menschen-Viertel grenzt der „unauffällige Bezirk der armen Westler“ an, „zumeist Schöpfungen gut verdienender Kriminalautoren, die sich ihre Verbrecher und Gauner jenseits der Grenze ihres Landes zusammensuchen“, vermischt mit „vereinzelt vorkommenden westlichen Friedenskämpfer[n]“, die sich „täglich an ihren Kriegshetzern bewähren“ müssen, um ihren Status zu erhalten. Allerdings verloren sie, wie Stadtführer Milbe erklärt, „ohne Teilhabe an den zwei großen K des verrotteten westlichen Systems – Konsum und Komfort – unverzüglich ihre gute Laune und beschwerten sich über Versorgungslücken“. Deshalb müsse der Parteisekretär „die katastrophalen Auswirkungen solch demoralisierender Nachbarschaft auf die umliegenden Viertel [eindämmen]“.

### Territorium für spezielle Forschung
Die vorletzte Station ist ein „Paradies“ genannter, in zwei Hälften geteilter Vergnügungspark unter hohen grünen Bäumen. „Kollegin“ Dorothea Büschel führt sie zum „Territorium für spezielle Forschung“, die „geschlossene Abteilung von Heldenstadt“. Hier betreuen Psychiater „Heldenpatienten“. Bei ihrem Anblick sehnt sich der Erzähler in die Heldenstadt zurück, obwohl er sich kurz vorher von dort weit weg wünschte: „So relativ sind Worte wie ‚drinnen‘ und ‚draußen‘“.
Ein Patient, der psychisch labile Journalist des Theaterstücks „Abfahrt im Regen“, der für Gerechtigkeit für ein unschuldig angeklagtes Mädchen kämpfte, beschwert sich über seine Einweisung und vermutet Intrigen. Er sei von seinem Autor „nach dem Ende einer Aufweichungsperiode“ zusammen mit der „hypersensiblen Nora, die sich im Leben nicht zurechtfand“, aus dem umgearbeiteten Stück mit dem neuen Titel „Näher zum Ziel“ herausgenommen worden.
Im Parterre treffen sie auf die „Katalog-Paranoiker“, die „Geschöpfe leichtfertiger Autoren, die sich allen Einteilungsprinzipien widersetzten“, die „unvermeidliche[n] Opfer einer rasanten Zeit“. Ein Stockwerk höher leben die „Abgebrochenen“, die über den ersten Band einer geplanten Trilogie nicht hinausgekommen sind und ewig „schuldbewusste Kriegshelden“ ohne Zukunft bleiben müssen.
Im dritten Stock sind die „Phasenneurotiker“ im Stadium der Reue untergebracht: Es sind tugendhafte und geachtete Mitarbeiter des Apparates, die unerbittlich, teils mit Gewalt, durchgegriffen haben, um die „schwache Menschheit in kürzester Zeit in das Ideal zu zwingen“. Nach Ende dieser harten Phase und dem Beginn einer weicheren, wurden sie gerügt und schließlich abgesetzt. Das haben sie nicht verkraftet. Bei der Therapie dieser unglücklichen Reuigen stellt sich der Erzähler die Frage „Wie machen sie es nur, dass man tut, was man nicht will?“ und beobachtet einen „Desensibilisierungsversuch“ mit leichtem Elektroschock im Laboratorium. Dadurch soll die falsche Programmierung der Patienten zur Zeit der Lobeshymnen, ihre „Empfindlichkeit gegen ungewohnten Tadel“, abtrainiert und durch eine neue Programmierung ersetzt werden. Da die Kranken, nach Meinung des Chefarztes Dr. Brommer, keine reife und freie Persönlichkeit besitzen, können sie nicht „von Lob und Tadel gerade so viel [annehmen], wie [ihnen] selbst einleuchtet; weder von dem einen noch dem anderen abhängig […] sein und schließlich nach eigener Einsicht und auf eigene Verantwortung […] handeln.“ Als der Arzt die Verwunderung des Erzählers über sein Menschenbild bemerkt, bezeichnet er ihn als „Träumer“ und erklärt: „Die Phantasten, die davon ausgehen, dass Menschen reif und frei sein können, stiften mehr Schaden als wir Realisten“.

### Königsebene
Abschließend besuchen sie in einem Hochhaus die „Königsebene“ (KE), auf der alle Planer und Leiter aus allen literarischen Werken, Film, Funk, Fernsehen eingeschlossen, konzentriert sind. Sie treffen vor dem Haus, geleitet vom Genossen Wohlrath, dem Leiter der Zensurstelle im Ministerium, auf eine Gruppe von Autoren von „Draußen“, die mit ihren Protagonisten konfrontiert werden sollen, z. B. mit der bügelnden Frau eines Mitglieds der Bezirksleitung, der zurzeit auf Dienstreise ist. Nicht einmal ein Kind habe ihr der Autor gegönnt, sie sei ihm total gleichgültig, klagt sie und sie ist eine von vielen vernachlässigten Leiterfrauen.
Anschließend fordert Wohlrath die Autoren auf, in ihren Werken mehr „Kulturfunktionäre der höheren Ebene“ und „entwicklungsfähige junge Kader für strukturbestimmende Industriezweige“ mit DDV-Kenntnis auftreten zu lassen. Dagegen beklagen sich einige Autoren bei ihm über nicht bearbeitete Manuskripte und verzögerte Genehmigungen. Dieser widerspricht, erteilt Ratschläge zur Fortbildung, bedankt sich für die „freie Entfaltung des schöpferischen Meinungsstreites“ und verspricht die Weiterverfolgung der Klagen.

### Neue Weisungen
Vor der Abfahrt nach „Draußen“ wird bekannt, dass die vom freundlichen Fahrer mitgebrachten Verordnungen eine Neuausrichtung enthalten: Schluss mit dem Phasenhelden, Vorwärts zum Produktionszweighelden, das Gift der alten Anschauung wird entlarvt, die Losung „Lebensfreude“ abgeschafft.
Beim Aufwachen im Hotelzimmer und nach einem Telefonat mit dem Freund wird dem Erzähler bewusst, dass der Ausflug in die Heldenstadt ein Traum war.

## Kultur-Politischer Hintergrund
Wolfs 1971 verfasste und 1974 publizierte Erzählung von der vor 23 Jahren gegründeten Heldenstadt kann man kultur-politisch in die Zeit der Ära Honecker (1971) einordnen:
Anfang der 1950er Jahre wurde in der DDR der Sozialistische Realismus mit der marxistisch-leninistische Parteilichkeit in den Grundaussagen und einer optimistischen gesellschaftlichen Grundeinstellung zur maßgeblichen Kunstrichtung erklärt und mit Bechers Begriff der „Literaturgesellschaft“ verbunden: Danach müssen die Instanzen der Produktion und der Vermittlung von Literatur den Auftrag der Arbeiterklasse umsetzen, der den politischen Charakter ihrer Arbeit festlegt.
Das „Bitterfelder Programm“ (1958) wollte diesen Auftrag erweitern und die „Trennung zwischen Kunst und Leben“, die „Entfremdung zwischen Künstler und Volk“ überwinden, indem nicht nur professionelle Schriftsteller, sondern auch Arbeiter und Angestellte, teils im Kollektiv, literarische Werke verfassten und veröffentlichten.
Nach der Ablösung Ulbrichts deuteten sich durch Honeckers Rede beim 4. ZK-Plenum im Dezember 1971 neue Entfaltungsmöglichkeiten an. „Wenn man von der festen Position des Sozialismus ausgeht, kann es meines Erachtens auf dem Gebiet von Kunst und Literatur keine Tabus geben. Das betrifft sowohl die Fragen der inhaltlichen Gestaltung als auch des Stils – kurz gesagt: die Fragen dessen, was man die künstlerische Meisterschaft nennt.“ Viele Autoren und Autorinnen, u. a. Christa Wolf, sahen jetzt eine Möglichkeit, neben einer Orientierung an einer sozialistischen Aufbau- und Ankunftsliteratur auch Aspekte der individuellen Identitätsfindung, menschlicher Selbstverwirklichung und unangepasster Lebensweisen in kritischer Bewertung der herrschenden Verhältnisse zu gestalten und ihre Werke in der DDR zu publizieren.
Die Satire Kleiner Ausflug nach H. wurde erst neun Jahre nach der Entstehung in der BRD und weitere neun Jahre später 1989 in der DDR in Gesammelte Erzählungen, Aufbau Verlag Berlin/Weimar, veröffentlicht.

## Ausgaben
- Christa Wolf: Kleiner Ausflug nach H. In: Gesammelte Erzählungen (Blickwechsel – Dienstag, der 27. September – Juninachmittag –Unter den Linden – Neue Lebensansichten eines Katers  – Kleiner Ausflug nach H. – Selbstversuch). Luchterhand, Darmstadt 1980.
- Christa Wolf: Kleiner Ausflug nach H. In: Christa Wolf: Gesammelte Erzählungen. Aufbau Verlag Berlin/Weimar 1989.[14]
- Christa Wolf: Kleiner Ausflug nach H. Erzählungen. Büchergilde Gutenberg. Frankfurt am Main/Wien 1989.
- Christa Wolf: Die Lust, gekannt zu sein. Erzählungen 1960–1980 (Moskauer Novelle – Juninachmittag – Blickwechsel – Zu einem Datum – Dienstag, der 27. September – Unter den Linden – Neue Lebensansichten eines Katers – Selbstversuch – Traktat zu einem Protokoll – Kleiner Ausflug nach H.) Suhrkamp, 2008.